# Zračna luka Cerro Largo
Zračna luka Cerro Largo (španjolski Aeropuerto Internacional de Cerro Largo; IATA - MLZ, ICAO - SUMO) je zračna luka smještena 12 kilometara sjeverozapadno od grada Mela na sjeveru Urugvaja. Prema vrsti je civilna zračna luka i služi gradu Melu za putnički i robni promet.  U potpunosti se nalazi u vlasništvu države Urugvaj. Do sada na područje zračne luke nije zabilježena niti jedna zrakoplovna nesreća.

## Vanjske poveznice
- (engl.) Zračna luka Cerro Largo na azworldairports.com
- (engl.) Zračne luke: Urugvaj: Cerro Largo International Airport  Arhivirana inačica izvorne stranice od 12. ožujka 2021. (Wayback Machine) (hrvatsko izdanje  Arhivirana inačica izvorne stranice od 12. ožujka 2021. (Wayback Machine))